# SVT World
SVT World es el canal internacional de la SVT, la televisión nacional sueca. El canal fue lanzado en 1988 y está disponible vía satélite en toda Europa, buena parte de África, Asia y Oceanía.